# Dolný Štál
Dolný Štál (1948–1990 slowakisch „Hroboňovo“; deutsch Allischtal, ungarisch Alistál) ist eine Gemeinde im Südwesten der Slowakei mit 1928 Einwohnern (Stand 31. Dezember 2024). Sie gehört zum Okres Dunajská Streda, einem Teil des Trnavský kraj.

## Geographie

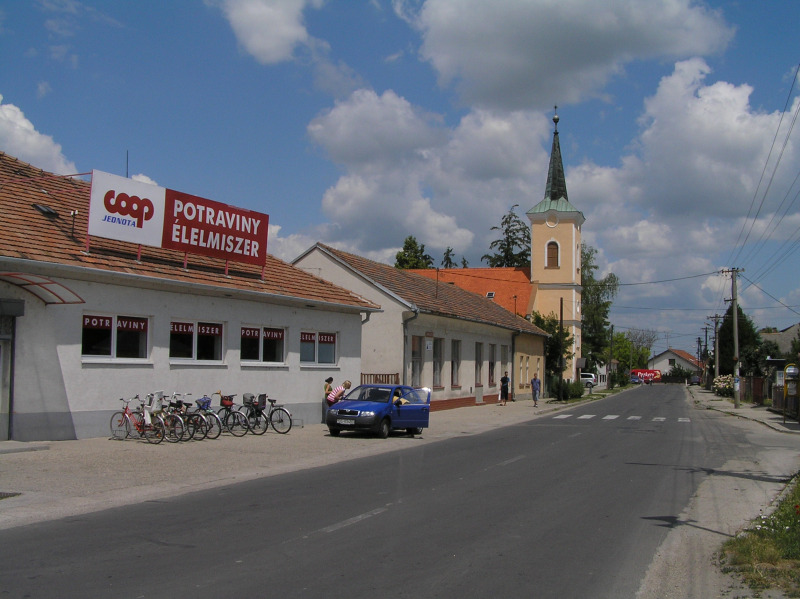
Hauptstraße und Kirche von Dolný Štál

Die Gemeinde befindet sich im slowakischen Donautiefland auf der Flussinsel Žitný ostrov. Im Gemeindegebiet befinden sich noch einige Teiche. Das Ortszentrum liegt auf einer Höhe von 112 m n.m. und ist 11 Kilometer von Dunajská Streda entfernt.

## Geschichte
Dolný Štál wurde zum ersten Mal 1113 als villa Staul schriftlich erwähnt (andere Quellen sprechen von erst 1255). Sie gehörte als königliches Gut zur Pressburger Burg. Der Name leitet sich wohl vom ungarischen Wort istálló (= Stall) ab, da hier einst königliche Ställe lagen. Vom 14. Jahrhundert bis zum Ende der Leibeigenschaft im 19. Jahrhundert war das Dorf überwiegend von Adelsmitgliedern bewohnt.
Bis 1919 gehörten alle Orte im Komitat Pressburg zum Königreich Ungarn und kamen danach zur Tschechoslowakei. Durch den Ersten Wiener Schiedsspruch kamen sie für die Zeit von 1938 bis 1945 erneut zu Ungarn. 1940 wurden die Orte Horný Štál (ungarisch Felistál) und Tône (ungarisch Tőnye) eingemeindet.
Von 1948 bis 1990 trug die Gemeinde zu Ehren des slowakischen Dichters Samo Bohdan Hroboň den Namen Hroboňovo.

## Bevölkerung
| Jahr:                | 1994. | 2004.   | 2014.   | 2024.   |
| -------------------- | ----- | ------- | ------- | ------- |
| Anzahl der Personen: | 1966  | 1942    | 1914    | 1928    |
| Unterschied:         |       | -1,22 % | -1,44 % | +0,73 % |

| Jahr:                | 2023. | 2024.   |
| -------------------- | ----- | ------- |
| Anzahl der Personen: | 1916  | 1928    |
| Unterschied:         |       | +0,62 % |

Ergebnisse nach der Volkszählung 2001 (1962 Einwohner):
| Nach Ethnie: - 94,19 % Magyaren - 5,40 % Slowaken - 0,15 % Tschechen | Nach Konfession: - 53,52 % römisch-katholisch - 4,69 % konfessionslos - 0,66 % evangelisch |

## Sehenswürdigkeiten
- römisch-katholische Kirche St. Martin aus dem 15. Jahrhundert
- reformierte Kirche von 1786
- Denkmal an die Gefallenen des Ersten und Zweiten Weltkrieges
- Landeskunde-Haus von 1848 mit einer Ausstellung

## Verkehr
Durch den Ort verläuft die Hauptstraße 63 (Bratislava–Komárno–Štúrovo). Drei Kilometer außerhalb des Ortes befindet sich ein Bahnhof an der Bahnstrecke Bratislava–Komárno.